# یورگن پیپنبورگ
یورگن پیپنبورگ (انگلیسی: Jürgen Piepenburg؛ زادهٔ ۱۰ ژوئن ۱۹۴۱) بازیکن فوتبال اهل آلمان است.
از باشگاه‌هایی که در آن بازی کرده‌است می‌توان به باشگاه فوتبال اف‌سی فرانکفورت اشاره کرد.